# AGM-158 JASSM
AGM-158 JASSM là một loại vũ khí chính xác được phát triển bởi Hoa Kỳ.
AGM-158 JASSM là tên viết tắt bằng tiếng Anh: Air to Ground Missile (AGM) và Joint Air-to-Surface Standoff Missile (JASSM).
Tên lửa AGM-158 JASSM có tầm hoạt động lớn, có khả năng tấn công vào các mục tiêu cứng, chắc, độ xuyên hạn chế. Chúng được thiết kế để sử dụng cho việc khoan xuống các mục tiêu quan trọng như sở chỉ huy, kho tàng chiến lược nằm sâu trong lòng đất và được xây dựng kiên cố. Hiện chúng đang trong giai đoạn phát triển và sản xuất hàng loạt

## Các thông số kỹ thuật
- Chiều dài: 4,27 m
- Sải cánh: 2,4 m
- Trọng lượng: 1.020 kg
- Tốc độ: cận âm
- Tầm bắn: 1000 km trở lên, bản cải tiến Jassm-xr đang thử nghiệm có tầm bắn hơn 1900km
- Hệ thống đẩy: Teledyne CAE J402-CA-100 turbojet; lực đẩy 3.0 kN (680 lb).
- Đầu đạn: loại đầu đạn xuyên WDU-42/B, 450 kg

## Cải tiến
Không quân Mỹ đang tập trung triển khai nhiều biến thể khác từ AGM-158 JASSM. Họ nêu thêm một số phương án như cải tiến về đầu đạn hay trang bị một động cơ mới để nâng tầm bắn lên khoảng 1000 km (600 dặm).
JASSM-Extended Range (JASSM-ER) có tên khác là AGM-158B, ra đời vào năm 2002. Nó được sử dụng động cơ hiệu quả hơn với bình nhiên liệu lớn, khung giống máy bay, sải cánh lớn hơn AGM-158. JASSM-ER có tầm hoạt động khoảng 500 dặm (930 km), hơn hẳn JASSM (chỉ 370 km). Lần đầu tiên được thử nghiệm là vào ngày 18-5-2006, được máy bay B-1B Lancer thả tại White Sand Missile Range ở phía Nam bang New Mexico.

## Các liên kết ngoài
- Lockheed Martin AGM-158 JASSM - Designation Systems
- GlobalSecurity.org
- Lockheed Martin JASSM Fact Sheet Lưu trữ ngày 18 tháng 8 năm 2006 tại Wayback Machine
- Lockheed Martin JASSM Website Lưu trữ ngày 19 tháng 8 năm 2006 tại Wayback Machine
- Thử nghiệm AGM-158